# アガラス (調査船)
アガラス(SA Agulhas)は南極観測支援を任務とする南アフリカの調査船。

## 概要
船体は耐氷構造（ロイド船級協会 Ice Class 1）であり、南極および周辺諸島に設けられた観測拠点へ科学者・基地要員を運び、その活動に必要な物資を輸送する。また気象観測機器・採水器・船内研究室などを備え、南極周辺海域での科学調査に従事する。所属は南アフリカ環境観光省(Department of Environmental Affairs and Tourism)。建造は三菱重工下関造船所。
ケープタウンを母港とし、南極ドロンニング・モード・ランドのSANAE基地と、プリンス・エドワード諸島のマリオン島基地、およびイギリス領ゴフ島の測候所への補給活動を行う。物資の陸揚げのため前甲板に25トンクレーンを装備。船体後部にはヘリパッドと中型ヘリコプター2機分の格納庫を持ち、オリックスヘリコプター等を運用して人員と物資を空輸する。
2002年6月、ドイツの貨物船マグダレーナ・オルデンドルフ（乗員・乗客107名）が南極のプリンセス・アストリッド・コーストで氷に閉じ込められた際には、アルゼンチンの砕氷艦アルミランテ・イリサールと共に救助にあたり、アガラスはヘリコプターで事故船から人員を収容してケープタウンへ送り届けた。
2012年4月、船齢30年を越えたアガラスは、南極への補給任務を新たに建造された本格的な砕氷船アガラスIIに譲った。同年7月より南アフリカ海事安全局（SAMSA：South African Maritime Safety Authority）に移管されたアガラスは、新たに練習船としての任務に就き、南アフリカの船員の訓練に使用されることになった。